# ロープ (映画)
『ロープ』（Rope）は、1948年のアメリカ合衆国のサスペンス映画。監督はアルフレッド・ヒッチコック、出演はジェームズ・スチュワートとジョン・ドールなど。パトリック・ハミルトンの同名舞台劇の映画化で、1924年に実際に起きた少年の誘拐殺人事件「レオポルドとローブ事件」を元にしている。
アルフレッド・ヒッチコック監督はこの映画の全編をワンシーンで繋げたうえ、映画の本編と実際の時間が同時に進むという実験的な試みをしている。当時の撮影用のフィルムは10 - 15分が限界なので、実際には背中や蓋を大写しにするワンカットを入れることで全体がつながっているように演出している。また、本作品はヒッチコック初のカラー作品である（テクニカラー）。

## ストーリー
2人の聡明な若い唯美主義者、ブランドン・ショーとフィリップ・モーガンが、マンハッタンのアパートのペントハウスで高校時代からの友人、デイヴィッド・ケントリーを絞殺する。彼らは自分たちの知的訓練として犯罪を遂行したのである。彼らは「完全な殺人」を行うことで自分たちの優位性を証明したかったのだ。
大きなアンティークの木製チェストに遺体を隠した後、ブランドンとフィリップはマンハッタンを一望出来るその部屋でディナーパーティーを主催する。客には、殺人が行われたとは知る由もない、被害者の父親であるケントリー氏と叔母のアトウォーター夫人が含まれている。デイヴィッドの母親は風邪のため出席出来ない。また、デイヴィッドの婚約者ジャネット・ウォーカーと、彼女の元恋人でかつてデイヴィッドの親友だったケネス・ローレンスも出席している。
ブランドンは、家政婦のウィルソン夫人がパーティーの手伝いに到着する直前に、遺体が入ったチェストを食事のビュッフェ台として使用する。
ブランドンとフィリップは、数年前の、高校の寮監で出版社を経営するルパート・カデルとの会話から殺人へのインスピレーションを得ていた。彼らの在学中、ルパートは、他人に対する自分の優位性を示す手段として、ニーチェの「超人」の知的概念について、それを是認する態度で2人と話し合っていた。特にブランドンは彼らの「芸術作品」をルパートが認めてくれると考えたため、ルパートもパーティーに招ばれている。
デイヴィッドがパーティにやって来ないことについてブランドンが軽く触れると、それは「殺人の芸術」に関する話題へとつながる。ブランドンは落ち着いているように見えるが、この日最初にルパートと話す時には緊張の余り興奮してどもってしまう。一方、フィリップは明らかに動揺し、不機嫌になっている。彼はそれをうまく隠すことが出来ず、飲み過ぎてしまう。デイヴィッドの叔母で、自分を占い師だと思い込んでいるアトウォーター夫人がフィリップに、彼の手が彼に大きな名声をもたらすだろうと言い、それは彼のピアノの腕前について言っているのだが、彼は自分は絞殺魔だと言われている気分になる。
しかし、パーティでの会話の多くはデイヴィッドがなかなか現れないことについてであり、客たちはデイヴィッドのことを心配する。不審に思ったルパートは、そわそわするフィリップに、そのことと、その日の会話の中で生じた幾つかの矛盾について質問する。例えば、ルパートはフィリップがショー家の農場で鶏を何羽か絞めているのを見たことがあるのだが、フィリップはそのことを強く否定する。フィリップは後にブランドンに、デイヴィッドを殺害したからではなく、ルパートの質問のせいで夜が台無しになったと不満を漏らす。
夜が更けるに連れ、デイヴィッドが現れないし電話もして来ないことから、デイヴィッドの父親と婚約者は心配し始める。ブランドンはジャネットとケネスをくっつけようとして場の緊張感が高まる。デイヴィッドの母親から電話が入り、デイヴィッドから連絡が無いため取り乱していることから、ケントリー氏は帰ることにする。彼はブランドンから貰った、ブランドンとフィリップがデイヴィッドの首を絞めるのに使ったロープで縛った何冊かの本を持って帰る。ルパートが帰る時、ウィルソン夫人が誤ってデイヴィッドの名前の頭文字が入った帽子をルパートに手渡し、ルパートの疑惑は更に掻き立てられる。ルパートは皆が帰ってから暫くしてアパートに戻り、タバコケースを置き忘れたのだと嘘を吐く。彼は飲み物を求め、それからデイヴィッドの失踪について分析するためにアパートに留まる。
ルパートはブランドンに励まされ、ブランドンはルパートが彼らを理解し、更には称賛することを期待している。酔ったフィリップは耐えられなくなり、グラスを投げ、ルパートがブランドンとフィリップをわざといたぶっていると非難する。ルパートはフィリップからブランドンの拳銃を奪い、ブランドンの反対を押し切ってチェストの中を調べるように言う。ルパートはチェストの蓋を開け、中に遺体を発見する。彼は、ブランドンとフィリップが殺人を正当化するために自分の嘗ての発言を利用したことに気づき、恐怖と恥ずかしさを覚える。ルパートはそれまでの優性と劣性に関する自分の話を全て否定し、注意を引くために窓から数発発砲する。警察が到着した時、ルパートはチェストの横の椅子に座っていて、フィリップはピアノを弾き始め、ブランドンは酒を飲み続ける。

## キャスト
| 役名                     | 俳優                       | 日本語吹き替え | 日本語吹き替え | 日本語吹き替え |
| 役名                     | 俳優                       | PDDVD版        | BD版           | フジテレビ版   |
| ------------------------ | -------------------------- | -------------- | -------------- | -------------- |
| ルパート・カデル         | ジェームズ・スチュワート   | 加藤亮夫       | 根本泰彦       | 津嘉山正種     |
| ブランドン・ショー       | ジョン・ドール             | 乃村健次       | 浜田賢二       | 玄田哲章       |
| フィリップ・モーガン     | ファーリー・グレンジャー   | 中國卓郎       | 佐藤拓也       | 原康義         |
| ジャネット・ウォーカー   | ジョアン・チャンドラー     | 水野千夏       | 小林さやか     | 勝生真沙子     |
| ヘンリー・ケントレイ     | セドリック・ハードウィック | 西垣俊作       | 勝部演之       | 今西正男       |
| アニータ・アトウォーター | コンスタンス・コリアー     | 七瀬みーな     | 片岡富枝       | 斎藤昌         |
| ミセス・ウィルソン       | イディス・エヴァンソン     | 田中結子       | 立石涼子       | 京田尚子       |
| デイヴィッド・ケントレイ | ディック・ホーガン         |                |                |                |
| ケネス・ローレンス       | ダグラス・ディック         | 小浅和大       |                | 谷口節         |

- PDDVD版：ミックエンターテイメントから発売のDVDに収録。

演出：大谷康之、翻訳：恩田薫子、制作：ミックエンターテイメント株式会社
- BD版：2012年にジェネオン・ユニバーサルから発売の「ヒッチコック・ブルーレイ・プレミアム・コレクション」に収録。

演出：宇出喜美、翻訳：税田春介、制作：ニュージャパンフィルム
- テレビ版：初回放送1990年12月27日「年末オールナイトシネマⅠ」

演出：岡本知、翻訳：鈴木導、調整：飯塚秀保、制作：グロービジョン

### ヒッチコックのカメオ出演
映画冒頭で新聞を持って通りを歩いている。

## 作品の評価
Rotten Tomatoesによれば、批評家の一致した見解は「物語的に見事であると同時に形式的には大胆である『ロープ』は、このジャンルの巨匠による暗くて満足感のある犯罪スリラーのために強力なアンサンブルを結び付けている。」であり、49件の評論のうち高評価は94%にあたる46件で、平均点は10点満点中7.8点となっている。
Metacriticによれば、10件の評論のうち、高評価は6件、賛否混在は4件、低評価はなく、平均点は100点満点中73点となっている。